# Sabina De Martino
Sabina De Martino es una deportista italiana que compitió en vela en la clase Europe. Ganó una medalla de oro en el Campeonato Mundial de Europe de 1988.

## Palmarés internacional
| Campeonato Mundial | Campeonato Mundial   | Campeonato Mundial | Campeonato Mundial |
| Año                | Lugar                | Medalla            | Clase              |
| ------------------ | -------------------- | ------------------ | ------------------ |
| 1988               | Nieuwpoort (Bélgica) | Medalla de oro     | Europe             |